# Марко Рог
Марко Рог (хорв. Marko Rog, нар. 19 липня 1995, Загреб) — хорватський футболіст, півзахисник «Кальярі».

## Клубна кар'єра
Народився 19 липня 1995 року в місті Загреб. Вихованець футбольної школи клубу «Вараждин». Дорослу футбольну кар'єру розпочав 2013 року в основній команді того ж клубу, в якій провів один сезон, взявши участь у 30 матчах чемпіонату. Більшість часу, проведеного у складі «Вараждина», був основним гравцем команди. У складі третьолігового «Вараждина» 18-річний півзахисник став найкращим бомбардиром команди, забивши 17 голів у 30 іграх першості.
Своєю грою за цю команду привернув увагу представників тренерського штабу клубу «Спліт», до складу якого приєднався 2014 року. Відіграв за команду зі Спліта наступний сезон своєї ігрової кар'єри. І в команді вищого хорватського дивізіону не загубився, провівши за сезон все ті ж 30 матчів.
Влітку 2015 року перспективного юнака запросив лідер хорватського футболу, «Динамо» (Загреб), з яким Марко уклав п'ятирічний контракт. За результатами сезону 2015/16 допоміг столичній команді зробити черговий «золотий дубль», тріумфувавши і в чемпіонаті, і в кубку країни.
29 серпня 2016 року перейшов у італійське «Наполі», підписавши контракт на п'ять років. Відіграв за команду 2,5 сезони, після чого першу половину 2019 року провів в оренді в іспанській «Севільї», а влітку того ж року був орендований в «Кальярі».

## Виступи за збірні
З 2014 року залучається до складу молодіжної збірної Хорватії. На молодіжному рівні зіграв у 10 офіційних матчах, забив 1 гол.
12 листопада 2014 року 19-річний на той час гравець дебютував в офіційних матчах у складі національної збірної Хорватії, вийшовши на заміну наприкінці товариської гри проти збірної Аргентини. У травні 2016 року Марко було включено до розширеної заявки основної збірної Хорватії на фінальну частину чемпіонату Європи у Франції. На турнірі взяв участь в одній грі.
| Дата       | Місто        | Господарі         | Результат | Гості      | Турнір                               | Голи | Примітки |
| ---------- | ------------ | ----------------- | --------- | ---------- | ------------------------------------ | ---- | -------- |
| 12-11-2014 | Лондон       | Аргентина         | 2 – 1     | Хорватія   | товариський матч                     | -    | 84'      |
| 27-5-2016  | Копривниця   | Хорватія          | 1 – 0     | Молдова    | товариський матч                     | -    | 46'      |
| 4-6-2016   | Рієка        | Хорватія          | 10 – 0    | Сан-Марино | товариський матч                     | -    | 75'      |
| 21-6-2016  | Бордо        | Хорватія          | 2 – 1     | Іспанія    | ЧЄ 2016 - 1-й етап                   | -    | 29' 82'  |
| 6-10-2016  | Шкодер       | Косово            | 0 – 6     | Хорватія   | Відбір до ЧС 2018                    | -    | 71'      |
| 9-10-2016  | Тампере      | Фінляндія         | 0 – 1     | Хорватія   | Відбір до ЧС 2018                    | -    | 81'      |
| 15-11-2016 | Белфаст      | Північна Ірландія | 0 – 3     | Хорватія   | товариський матч                     | -    | 87'      |
| 24-3-2017  | Загреб       | Хорватія          | 1 – 0     | Україна    | Відбір до ЧС 2018                    | -    | 90+2'    |
| 28-3-2017  | Таллінн      | Естонія           | 3 – 0     | Хорватія   | товариський матч                     | -    | 58'      |
| 6-10-2017  | Рієка        | Хорватія          | 1 – 1     | Фінляндія  | Відбір до ЧС 2018                    | -    | 54' 89'  |
| 9-10-2017  | Київ         | Україна           | 0 – 2     | Хорватія   | Відбір до ЧС 2018                    | -    | 90'      |
| 28-3-2018  | Арлінгтон    | Мексика           | 0 – 1     | Хорватія   | товариський матч                     | -    | 60'      |
| 6-9-2018   | Лісабон      | Португалія        | 1 – 1     | Хорватія   | товариський матч                     | -    | 72'      |
| 11-9-2018  | Ельче        | Іспанія           | 6 – 0     | Хорватія   | Ліга націй УЄФА 2018-2019 - 1-й етап | -    | 20'      |
| 15-10-2018 | Рієка        | Хорватія          | 2 – 1     | Йорданія   | товариський матч                     | -    | 90+1'    |
| 18-11-2018 | Лондон       | Англія            | 2 – 1     | Хорватія   | Ліга націй УЄФА 2018-2019 - 1-й етап | -    | 79'      |
| 19-11-2019 | Пула         | Хорватія          | 2 – 1     | Грузія     | товариський матч                     | -    | 46'      |
| 7-10-2020  | Санкт-Галлен | Швейцарія         | 1 – 2     | Хорватія   | товариський матч                     | -    | 57'      |
| 11-11-2020 | Стамбул      | Туреччина         | 3 – 3     | Хорватія   | товариський матч                     | -    |          |
| 14-11-2020 | Стокгольм    | Швеція            | 2 – 1     | Хорватія   | Ліга націй УЄФА 2020-2021 - 1-й етап | -    | 77'      |
| 17-11-2020 | Спліт        | Хорватія          | 2 – 3     | Португалія | Ліга націй УЄФА 2020-2021 - 1-й етап | -    | 23', 51' |
| Усього     |              | Матчів            | 21        |            | Голів                                | 0    |          |

## Титули і досягнення
- Чемпіон Хорватії (2):

«Динамо» (Загреб): 2015-16, 2023-24
- Володар Кубка Хорватії (2):

«Динамо» (Загреб): 2015-16, 2023-24